# Gusztáv
Gusztáv je madžarska risana serija o sivem človečku. Serija na humoren način prikazuje problematiko vsakdanjega življenja, v katerih se glavni protagonist (Gusztáv) sooča s tegobami (zoprn šef, žena, sosed itd.).